# Gran Premio del Portogallo 1958
Il Gran Premio del Portogallo 1958 fu la nona gara della stagione 1958 del Campionato mondiale di Formula 1, disputata il 24 agosto sul Circuito Boavista.
La corsa vide la vittoria di Stirling Moss su Vanwall, seguito da Mike Hawthorn su Ferrari e Stuart Lewis-Evans su Vanwall. 

## Qualifiche
| Pos | N° | Pilota                   | Auto              | Squadra                  | Tempo   | Distacco |
| --- | -- | ------------------------ | ----------------- | ------------------------ | ------- | -------- |
| 1   | 2  | Stirling Moss            | Vanwall VW5       | Vandervell Products Ltd  | 2:34.21 | -        |
| 2   | 24 | Mike Hawthorn            | Ferrari 246 F1    | Scuderia Ferrari         | 2:34.26 | +0.05    |
| 3   | 6  | Stuart Lewis-Evans       | Vanwall VW5       | Vandervell Products Ltd  | 2:34.60 | +0.39    |
| 4   | 8  | Jean Behra               | BRM P25           | Owen Racing Organisation | 2:34.99 | +0.78    |
| 5   | 4  | Tony Brooks              | Vanwall VW5       | Vandervell Products Ltd  | 2:35.96 | +1.75    |
| 6   | 22 | Wolfgang von Trips       | Ferrari 246 F1    | Scuderia Ferrari         | 2:37.04 | +2.83    |
| 7   | 10 | Harry Schell             | BRM P25           | Owen Racing Organisation | 2:37.05 | +2.84    |
| 8   | 14 | Jack Brabham             | Cooper T45-Climax | Cooper Car Company       | 2:37.46 | +3.25    |
| 9   | 12 | Maurice Trintignant      | Cooper T43-Climax | RRC Walker Racing Team   | 2:37.97 | +3.76    |
| 10  | 28 | Carroll Shelby           | Maserati 250F     | Temple Buell             | 2:40.40 | +6.19    |
| 11  | 16 | Roy Salvadori            | Cooper T45-Climax | Cooper Car Company       | 2:43.03 | +8.82    |
| 12  | 20 | Graham Hill              | Lotus 16-Climax   | Team Lotus               | 2:46.22 | +12.01   |
| 13  | 18 | Cliff Allison            | Maserati 250F     | Scuderia Centro Sud      | 2:46.27 | +12.06   |
| 14  | 32 | Jo Bonnier               | Maserati 250F     | J Bonnier                | 2:46.60 | +12.39   |
| 15  | 30 | Maria Teresa de Filippis | Maserati 250F     | Privato                  | 3:01.95 | +27.74   |

## Gara
Moss dominò per tutta la gara, ma a causa di incomprensioni con il box non riuscì a fare il giro veloce e conquistare il punto addizionale, che fu invece ottenuto dal rivale Hawthorn. Inoltre, al termine della gara, il ferrarista fu inizialmente squalificato per aver percorso un tratto di strada contromano, ma fu scagionato proprio dal pilota della Vanwall, il quale disse ai commissari che la manovra era stata effettuata fuori dalla sede stradale. Questi due episodi si riveleranno decisivi per l'assegnazione del titolo mondiale, che verrà conquistato proprio da Hawthorn per un solo punto, all'ultimo appuntamento stagionale.
| Pos | N° | Pilota                   | Costruttore       | Giri | Tempo/Causa Ritiro | Pos partenza | Punti |
| --- | -- | ------------------------ | ----------------- | ---- | ------------------ | ------------ | ----- |
| 1   | 2  | Stirling Moss            | Vanwall VW5       | 50   | 2:11:27.80         | 1            | 8     |
| 2   | 24 | Mike Hawthorn            | Ferrari 246 F1    | 50   | + 5:12.75          | 2            | 7     |
| 3   | 6  | Stuart Lewis-Evans       | Vanwall VW5       | 49   | + 1 Giro           | 3            | 4     |
| 4   | 8  | Jean Behra               | BRM P25           | 49   | + 1 Giro           | 4            | 3     |
| 5   | 22 | Wolfgang von Trips       | Ferrari 246 F1    | 49   | + 1 Giro           | 6            | 2     |
| 6   | 10 | Harry Schell             | BRM P25           | 49   | + 1 Giro           | 7            |       |
| 7   | 14 | Jack Brabham             | Cooper T45-Climax | 48   | + 2 Giri           | 8            |       |
| 8   | 12 | Maurice Trintignant      | Cooper T43-Climax | 48   | + 2 Giri           | 9            |       |
| 9   | 16 | Roy Salvadori            | Cooper T45-Climax | 46   | + 4 Giri           | 11           |       |
| Rit | 28 | Carroll Shelby           | Maserati 250F     | 47   | Freni              | 10           |       |
| Rit | 4  | Tony Brooks              | Vanwall VW5       | 37   | Uscita di pista    | 5            |       |
| Rit | 20 | Graham Hill              | Lotus 16-Climax   | 25   | Uscita di pista    | 12           |       |
| Rit | 18 | Cliff Allison            | Maserati 250F     | 15   | Motore             | 13           |       |
| Rit | 32 | Jo Bonnier               | Maserati 250F     | 9    | Problemi fisici    | 14           |       |
| Rit | 30 | Maria Teresa de Filippis | Maserati 250F     | 6    | Motore             | 15           |       |

## Statistiche

### Piloti
- 9ª vittoria per Stirling Moss
- 2º e ultimo podio per Stuart Lewis-Evans
- 6º e ultimo giro più veloce per Mike Hawthorn

### Costruttori
- 7° vittoria per la Vanwall

### Motori
- 7° vittoria per il motore Vanwall

### Pneumatici
- 5° vittoria per la Dunlop

### Giri al comando
- Stirling Moss (1, 8-50)
- Mike Hawthorn (2-7)

## Classifiche Mondiali

### Piloti
| Pos | Pilota              | Punti   |
| --- | ------------------- | ------- |
| 1   | Mike Hawthorn       | 36 (37) |
| 2   | Stirling Moss       | 32      |
| 3   | Tony Brooks         | 16      |
| 4   | Peter Collins       | 14      |
| 5   | Roy Salvadori       | 13      |
| 6   | Luigi Musso         | 12      |
|     | Harry Schell        | 12      |
|     | Maurice Trintignant | 12      |
| 9   | Stuart Lewis-Evans  | 11      |
| 10  | Jean Behra          | 9       |
|     | Wolfgang von Trips  | 9       |
| 12  | Jimmy Bryan         | 8       |
| 13  | Juan Manuel Fangio  | 7       |
| 14  | George Amick        | 6       |
| 15  | Tony Bettenhausen   | 4       |
|     | Johnny Boyd         | 4       |
| 17  | Jack Brabham        | 3       |
|     | Cliff Allison       | 3       |
| 19  | Jim Rathmann        | 2       |

### Costruttori
| Pos | Team          | Punti   |
| --- | ------------- | ------- |
| 1   | Vanwall       | 41      |
| 2   | Ferrari       | 40 (45) |
| 3   | Cooper-Climax | 29      |
| 4   | BRM           | 15      |
| 5   | Maserati      | 6       |
| 6   | Lotus-Climax  | 3       |